# Komunistická strana Slovenska (1992)
Die Kommunistische Partei der Slowakei (Slowakisch: Komunistická strana Slovenska, KSS) ist eine 1992 gegründete marxistisch-leninistische Partei in der Slowakei. Sie war bisher nur einmal zwischen 2002 und 2006 im Nationalrat der Slowakischen Republik mit Abgeordneten vertreten.

## Geschichte
Sie entstand 1992 durch Zusammenschluss des Kommunistischen Bundes (slowak. Zväz komunistov Slovenska) und der 1991 gegründeten Kommunistischen Partei der Slowakei (slowak. Komunistická strana Slovenska – 91). Beide entstanden im März 1991 durch Abspaltung orthodoxer Mitglieder von der zuvor in Demokratische Linkspartei (slowak. Strana demokratickej ľavice) umbenannten Kommunistischen Partei der Slowakei (bis 1989 Teil der Kommunistischen Partei der Tschechoslowakei). Ideologisch sieht sich jedoch die jetzige KSS als Nachfolgeorganisation dieser Partei aus der Zeit vor der Samtenen Revolution.
Bei den slowakischen Parlamentswahlen 2002 errang die KSS 6,32 % der abgegebenen Stimmen und zog mit elf Abgeordneten erstmals in den Nationalrat ein, den sie allerdings nach den Wahlen vom 17. Juni 2006 wieder verlassen musste, da sie mit 3,88 % der Stimmen die Fünf-Prozent-Sperrklausel nicht mehr überwinden konnte. Jedoch unterstützte die Kommunistische Partei der Slowakei die Regierung von Robert Fico.
Andrej Zaslove stuft sie als linkspopulistisch ein.
Die Hochburgen der KSS befanden sich vor allem in Banská Bystrica, Košice und Prešov – in jenen Regionen, in denen die Arbeitslosigkeit damals vergleichsweise hoch war.
2006 wurde der damals 29-jährige ehemalige Parlamentsabgeordneten (2002–2006) Jozef Hrdlička zum Parteivorsitzenden gewählt.  In der Europäischen Linken besitzt die KSS Beobachterstatus. Jedoch teilt die KSS nicht alle europapolitischen und geschichtspolitischen Standpunkte der EL.
Im Jahr 2015 war die KSS mitverantwortlich für die Finanzierung einer Büste für Vasiľ Biľak, der 1968 die Niederschlagung des Prager Frühlings durch Truppen des Warschauer Pakts gefordert hatte. Die Anbringung an einem öffentlichen Platz in dessen Geburtsort Krajná Bystrá sorgte für eine Kontroverse.
Von ihrer Gründung 2013 bis zu ihrer Auflösung 2023 war die KSS Mitglied der Initiative kommunistischer und Arbeiterparteien Europas.

## Wahlergebnisse
| 1998 | Nationalrat            | 094.015 | 2,79 % | 0  |
| 2002 | Nationalrat            | 181.872 | 6,32 % | 11 |
| 2004 | Europäisches Parlament | 031.908 | 4,54 % | 0  |
| 2006 | Nationalrat            | 089.418 | 3,88 % | 0  |
| 2009 | Europäisches Parlament | 013.643 | 1,65 % | 0  |
| 2010 | Nationalrat            | 021.104 | 0,83 % | 0  |
| 2012 | Nationalrat            | 018.583 | 0,72 % | 0  |
| 2014 | Europäisches Parlament | 008.518 | 1,51 % | 0  |
| 2016 | Nationalrat            | 016.278 | 0,62 % | 0  |
| 2019 | Europäisches Parlament | 006.199 | 0,62 % | 0  |
| 2023 | Nationalrat            | 009.867 | 0,33 % | 0  |